# Ютуанйоки
Ютуанйоки (Юутуанйоки, фин. Juutuanjoki, инари-саам. Juvduu) — река в Финляндии, в общине Инари в области Лапландия. Относится к бассейну Паза (Патсойоки). Вытекает из озера Патари, в которое впадают реки Лемменйоки и Васкойоки, течёт на юго-восток, принимает левый приток Кеттуйоки, который вытекает из озера Мутусъярви, в которое впадает река Камасйоки, и поворачивает на северо-восток. Впадает в озеро Инариярви в крайнем западном углу, у посёлка Инари, к северо-западу от устья Ивалойоки. Длина реки 10 км.